# Parti nationaliste du Bangladesh
 (août 2025).
Si vous disposez d'ouvrages ou d'articles de référence ou si vous connaissez des sites web de qualité traitant du thème abordé ici, merci de compléter l'article en donnant les références utiles à sa vérifiabilité et en les liant à la section « Notes et références ».
Pour les articles homonymes, voir BNP.
Le Parti nationaliste du Bangladesh (Bangladesh Jatiyatabadi Dal ; souvent désigné par le sigle BNP, pour le nom anglais Bangladesh Nationalist Party) est le principal parti politique d'opposition au Bangladesh. Créé le 1er septembre 1978 par l'ancien président Ziaur Rahman, il a gouverné le pays cinq fois. La présidente du parti est Khaleda Zia, ancienne première ministre du Bangladesh.
Aux élections de 2001, le BNP et ses alliés ont totalisé 47 % des suffrages, remportant 215 des 300 sièges du Parlement, avant d'essuyer une défaite historique à celles du 29 décembre 2008.
Le BNP est allié au parti islamiste Bangladesh Jamaat-e-Islami.
L'un de ses dirigeants[Qui ?] est exécuté en novembre 2015 pour sa responsabilité dans les massacres de 1971.